# María Teresa Costa
Teresa Costa i Campí (Madrid, 31 de julio de 1951) es una economista y política española, diputada al Congreso de los Diputados en la VII Legislatura. 

## Biografía
Doctorada en ciencias económicas por la Universidad de Barcelona, desde el 1987 es catedrática de economía aplicada en la UB. También fue asesora de la OCDE, la Comisión Europea o el Banco Interamericano de Desarrollo (BID). En las elecciones generales españolas de 2000 fue escogida diputada por Barcelona por el PSC-PSOE. Posteriormente fue secretaria de Industria y Energía del Departamento de Trabajo e Industria de la Generalidad de Cataluña; vicepresidenta del Instituto Catalán de la Energía (ICAEN); y presidenta de la Empresa de Promoción y Localización Industrial de Cataluña (EPLICSA). Desde junio de 2005, es la presidenta de la Comisión Nacional de Energía (CNE).
Está incluida en la relación de  "Notables Mujeres Economistas Españolas", por su papel destacado como directora de tesis de doctorado en temas de economía aplicada, en el período 1975-2018.